# Irène Pétry
Irène Pétry (ur. 24 czerwca 1922 w Waremme, zm. 17 kwietnia 2007 w Uccle) – belgijska polityk i działaczka feministyczna, parlamentarzystka i senator, w latach 1980–1982 przewodnicząca Rady Kulturowej Francuskiej Wspólnoty Belgii, sędzia i przewodnicząca Sądu Arbitrażowego.

## Życiorys
Urodziła się w rodzinie robotniczej o tradycjach socjalistycznych. W 1942 ukończyła szkołę średnią w Waremme, ze względu na sytuację materialną nie podjęła studiów ekonomicznych, kształcąc się na kursach środowisk socjalistycznych. Pracowała jako asystentka oraz w szpitalu. Od lat 40. zaangażowana w ruch feministyczny. Została sekretarzem struktur socjalistycznej organizacji kobiecej Femmes prévoyantes socialistes w Waremme, od 1953 do 1982 pozostawała sekretarzem FPS we francuskojęzycznej części Belgii. Od 1949 redaktor naczelna miesięcznika „La femme prévoyante”, prowadziła także program telewizyjny na antenie RTBF. Na poziomie międzynarodowym była przewodniczącą Międzynarodowej Rady Kobiet działającej w ramach Międzynarodówki Socjalistycznej oraz wiceszefową tej ostatniej. W latach 60., 70. i 80. zaangażowana w inicjatywy działające na rzecz antykoncepcji i planowania rodziny oraz legalizacji aborcji, współorganizatorka licznych strajków.
Działała w ramach Belgijskiej Partii Socjalistycznej, a po jej podziale w Partii Socjalistycznej. W 1978 była współzałożycielką luźno związanego z partią think tanku Tribunes socialistes, prezentującego postawę prowalońską. Od 1959 do 1964 radna miejska Uccle, a od 1976 do 1984 – Sprimont. Od stycznia do października 1973 pełniła funkcję sekretarz stanu ds. współpracy rozwojowej (jako pierwsza kobieta w historii belgijskich rządów), następnie była asystentką ministra spraw zagranicznych. W latach 1974–1977 zasiadała w Izbie Reprezentantów, następnie do 1984 zasiadała w Senacie. Była oddelegowana do Rady Regionu Walońskiego (1976–1984) oraz Rady Kulturowej (od 1980 Rady) Francuskiej Wspólnoty Belgii (1974–1984). Przewodniczyła drugiemu z tych gremiów w latach 1980–1982. W 1984 zrezygnowała ze wszystkich stanowisk politycznych w związku z powołaniem na stanowisko sędziego Sądu Arbitrażowego (działającego jako sąd konstytucyjny); pełniła funkcję jego przewodniczącej jego sekcji francuskojęzycznej od stycznia 1991 do odejścia na emeryturę w czerwcu 1992. W latach 1991–1994 członek komisji arbitrażowej ds. Jugosławii. W 1992 otrzymała honorowy tytuł ministra stanu.